# ミスター・ポーゴ
ミスター・ポーゴ（1951年2月5日 - 2017年6月23日）は、日本のプロレスラー。本名は、関川 哲夫。群馬県伊勢崎市出身。元大相撲力士。バックボーンは柔道。

## 来歴

### FMW参戦まで
地元名士で、群馬県議会議員を6期、議長まで務めた関川勝三郎の末子。坊ちゃん扱いされて育った。
恵まれた体格を活かして小学3年から柔道を習い、伊勢崎工高から中央大学法学部にスポーツ推薦で進学（ジャンボ鶴田と同期）したものの、勉学と柔道部の厳しい練習には付いて行けず、更に父の急逝にショックを受けて1年で退学。
父の没後、周囲の人間が手の平を返したような態度に絶望して「腕っ節だけで成り上がってやるよ!」という思いを強め、亡父の後援者の仲介で大相撲・二所ノ関部屋に入門し、四股名は「関川」として1971年7月場所で初土俵。番付に載った翌9月場所では序ノ口優勝したが、ひざの故障により廃業した。最高位は、序二段24枚目。
その後プロレス志望に転じ、中学の同級生の浜田広秋（後のグラン浜田）と共に、旗揚げ間近で戦力不足の新日本プロレスに出向いたところ、実力十分であることと将来性を大きく買われ、即時入門を許可された。
1972年3月20日、足立体育館の藤波辰巳戦でデビューしたものの、その確かな実力にやっかみを受け、知らない間に解雇されてしまい、旗揚げの1シリーズのみで退団した。
1973年、ロッキー青木に憧れて単身渡米し、動きが少なく殴る蹴る中心の喧嘩風ショーマン・スタイルを習得。カルロス・コロン、ビクター・キニョネスといった興行師の知遇を得て、テキサスからプエルトリコに至る南部テリトリーをリック・フレアーらと転戦し、ザ・ファンクス、ダスティ・ローデス、ハーリー・レイスらと抗争を展開した。当時レイスの地元であったセントルイス地区でも対戦が行なわれ、ヌンチャクの一撃でフォール勝ちしたという記録がある。そのレイスとの決着戦は金網デスマッチで、満員の観客を動員した。
リングネームは、本名の一部から「ミスター・セキ」（Mr.SEKI）。のちに、日系レスラーの大先輩であるグレート東郷にあやかり、「ミスター・トーゴー」（Mr.TOGO）に改名した。しかし実際には対戦表に「ミスター・ポーゴ」（Mr.POGO）と誤記されてしまう。プロモーターのテリー・ファンクに抗議したが「俺がこのリングネームに命名したんだよ」と押し切られ、このまま「ポーゴ」の名を用いるようになった。
海外での活躍を認められ1976年に、強い勧誘を受けた新日本プロレスを袖にして国際プロレスに凱旋。国プロ崩壊後はやむなく古巣の新日にもスポット参戦しており、1986年7月25日に秋田県立体育館ではケンドー・ナガサキとのコンビでIWGPタッグ王座に挑戦した（王者組は藤波辰爾・木村健悟組）。国プロのリングに上がった頃はかなりの巨漢で公称130kgであったが、新日参戦時には格段にスリムになっていた。
その後はプエルトリコやアメリカ南部などの海外を中心に活動する。1988年に起きたブルーザー・ブロディ刺殺事件の際には同じ大会に出場していた。事件後、プエルトリコ・マットが信用失墜により人気が急落して興行数が激減したため、帰国して地元のプラスチック成形工場で働いていた。

### FMW参戦後
1990年6月、新興団体FMWを立ち上げた大仁田厚に誘われて国内復帰。世界ブラスナックル王座を巡って流血の抗争を繰り広げ、ターザン後藤と並ぶ大仁田のライバルの地位に収まるかに見えたが、ポーゴの流転癖は相変わらずだった。
1991年、内紛からFMWより分裂したW★INGに移り、松永光弘らの若手を率いて過激なデスマッチ路線を推進する。オリジナルの火炎噴射を使い出したのもこの頃である。しかしW★INGから1993年に単身離脱し、FMWにUターン。チーム・カナダと共闘しFMW正規軍と抗争を繰り広げる。松永光弘、グレート・パンクとポーゴ松永同盟を結成。後に大矢剛功やPWCを退団した保坂秀樹、戸井マサルらも加入。火炎噴射に加え、鎖鎌で相手を切り刻んだり、チェーンで首吊りにするなど、凶器を用いたヒール殺法に磨きがかかった。
W★INGの崩壊によって、松永光弘、金村ゆきひろ（現・金村キンタロー）らもFMWに参戦するようになったため、W★ING同盟並びにヒール養成機関『むじなの穴（目）』を結成。賞金マッチを巡る瑣末なストーリー展開がプロレス誌を賑わした。
大仁田の引退後、リッキー・フジ、大矢剛功、ザ・グラジェーター、ホーレス・ボウダーとリーサル・ウェポンを結成。新生FMWではデスマッチ路線を牽引し、有刺鉄線ファイヤーバットで女子部の里美和を殴ったりして話題を提供したが「大仁田以上に燃えられる相手がいない」という理由から1995年10月に突如フリー宣言（実際はFMW所属だった）。WAR、みちのくプロレス、IWAジャパンなど各インディー団体を股にかけて活動した。
1996年、大仁田が復帰するためのストーリーラインとして膝の悪化を理由に引退を宣言。引退試合の相手は大仁田が復帰して務め、ポーゴのキャラクターを五所川原吾作に譲ったが、翌年本人がカムバックしたため、五所川原のリングネームが迷走する原因を作る。その後は大日本プロレスなどに参戦し、BJW認定デスマッチヘビー級王座の初代王者に輝いた。

### WWS旗揚げ、死去
2000年、経営するサウナのあった埼玉県本庄市にて、地域密着型プロレスWWSを旗揚げする。
2003年、故郷の伊勢崎市議会議員選挙に立候補。リングネームではなく本名の関川哲夫として無所属で出馬した。しかし1,059票の最下位で落選した。当選の暁にはペイントして議会に出席することを公約していた。ポスター写真には素顔のみを掲載。
2005年、伊勢崎市で兄と焼き鳥屋『串焼きダイニングうずら』をオープン。2007年1月10日、同店を飲食店『味処ぽーごちゃん』にリニューアルして厨房・接客にも励んでいたが、同年2月、右足の痛風発作の鎮痛剤を空腹時に大量服用したことから出血性胃潰瘍を発症し、伊勢崎市民病院に緊急入院。3週間の闘病を余儀なくされた。しかし3月には飲食店の営業を再開し、試合にも5月のWWS伊勢崎大会から復帰を果たした。
2008年夏、自身の生い立ちからプロレスラーとなって後の成り行きまでを事細かに記した、長大な自叙伝を『ある極悪レスラーの懺悔』と題して電子書籍という形で刊行した。その内容をかなり省略し本名を著者として、2009年講談社より一般書籍として発売した。ISBN 978-4062152129
2009年、選手活動を本格化させるために飲食店を3月に閉店。その後、W★INGを「新W★ING伝説」というシリーズ名で復活させ、エースとして現役プロレスラーに完全復帰を果たした。
2014年、アップアップDDT(仮)〜アイドルvsプロレス異種対バン戦Vol.2、工場ライブプロレス〜に参戦。
2017年6月23日未明、群馬県内の病院で死去。66歳没。腰の手術を行うため全身麻酔をかけている最中、不整脈により血圧が低下して、脳梗塞を発症したという。
7月にはゆかりのレスラーたちによって「ミスターポーゴお別れ会」が新木場で開かれ、また11月に予定されていたWWS伊勢崎大会は追悼興行とされた。WWSはポーゴのマネージャーだったラーメンマンに代表権が移され、興行を継続している。

## 獲得タイトル
国内
- 世界ブラスナックル王座：2回
- 世界ブラスナックルタッグ王座：3回（w / 大矢剛功、ザ・グラジエーター、金村ゆきひろ）
- W★ING認定世界タッグ王座：1回（w / クラッシュ・ザ・ターミネーター）
- BJW認定デスマッチヘビー級王座：1回（初代王者）
- バーブドワイヤーストリートファイト世界6人タッグ王座：1回（w / 中牧昭二 & 矢口壹琅）

海外
- NWAブラスナックル王座（アマリロ版）：1回
- NWAウエスタン・ステーツ・タッグ王座：2回（w / ミスター・サトー）
- スタンピード・ノースアメリカン・ヘビー級王座：1回
- スタンピード・インターナショナル・タッグ王座：1回（w / ダイナマイト・キッド）
- NWAトライ・ステート・ヘビー級王座：2回
- NWAセントラル・ステーツ・ヘビー級王座：1回
- NWAセントラル・ステーツ・タッグ王座：1回（w / ジプシー・ジョー）
- NWAミッドアメリカ・タッグ王座：1回（w / トージョー・ヤマモト）[6]
- NWA6人タッグ王座（ミッドアメリカ版）：1回（w / トージョー・ヤマモト&デビッド・シュルツ）[6]
- WWC世界タッグ王座：5回（w / TNT×1、ケンドー・ナガサキ×4）
- WWCカリビアン・タッグ王座：2回（w / 佐々木健介）
- WWC世界ジュニアヘビー級王座：1回

## 逸話
- 伊勢崎市に飲食店を開業する前は、本庄市内のスポーツジム兼サウナで雇われ店長を務めていた。
- サインを求めたファンのパンフレットを破り捨てるなどヒールとして徹底している面があったが、その後スタッフを介してファンにサイン入りの新品のパンフレットをプレゼントしている。
- 寿司好きとして知られ、松永との抗争では『ポーゴ寿司』の開店を目論んでいた。魚を鎖鎌で捌いたり、火炎噴射で魚を焼いたりといったパフォーマンスも行っている。
- 松永によれば、ポーゴは付き人（三宅綾）に動脈切断寸前の重傷を負わせたり、デスマッチのルール説明当日には、W★ING事務所へ姿を現さずに飲み歩いていたことがあったという。1992年8月2日に行われたポーゴVS松永のファイヤーデスマッチ当日にも、試合前に行われた実験に遅刻をし、試合自体もポーゴの消極さが目立った試合となった。その際ポーゴは「松永がエースなど冗談じゃない」との気持ちが強かったという。その後ポーゴと松永との確執が生まれ、これを境にW★ING自体も失速していった[7]。
- 大仁田が1990年8月にサンフアンにあるWWCのオフィスを訪問した際、ポーゴはブルーザー・ブロディ刺殺事件の実行犯だったホセ・ゴンザレスらと共に大仁田を襲撃した。同年11月5日に駒沢オリンピック公園体育館で行われたFMW1周年記念興行でも、ポーゴはゴンザレスの写真がプリントされたTシャツを持って登場し、ファンやマスコミの反感を買うことになった[8]。後年ポーゴは、この件に関して後悔したという[8]。
- 好きな女性のタイプはオリビア・ニュートンジョン、ノリコ・アワヤ（淡谷のり子）と週刊プロレスなどのインタビューで答えていた。
- 東京スポーツが行ったインタビューでポーゴは、ヒクソン・グレイシーと闘いたかったことを明かした。その際の作戦についても「ヒクソンが疲労した所に火炎噴射を仕掛ける」と語っている[9]。
- 2002年に、伊勢崎市を暗黒街化する計画を目論んだことがあり、ポーゴは「俺様が伊勢崎市を支配し、世界一の暗黒都市に育て上げた上で、無法地帯にしてやる。悪者が全てを支配し、週1回は伊勢崎市内でプロレス興行を行い、客には真の恐怖を味わってもらう。たとえ死んでも罪にはならない。そんな街をつくりたい」と述べ、4月には母校である伊勢崎工業高校でトークショーを行った他、鎖鎌を持って伊勢崎市役所に乗り込み、当時の矢内一雄市長に「伊勢崎を暗黒街にしろ」と迫ったが、矢内市長は「お前なんかに伊勢崎は渡さん。伊勢崎は俺が守る」と一蹴された[2]。その後もポーゴは「警察をぶっ潰して一気に伊勢崎を犯罪天国に変えてやる」と豪語し、同年8月に行われたWWSの興行において、群馬県警察のパトカーに対して火炎噴射を敢行（当然危害を与えるものではなかった）。その際、警察官は何事もなかったかのように引き上げていったという[2]。

## 得意技
ドリル・ア・ホール・パイルドライバー
フィニッシュ・ホールド。トップヒールになってからのポーゴは殴る蹴るのラフファイトや凶器攻撃、反則攻撃などが主となりプロレス技らしい技はあまり使わなくなっていったが、フィニッシャーとしてのこの技はこだわって使い続けた。
脇固め
この技の第一人者とも言うべき藤原喜明との対戦を経て、しばしば使用した。元々は柔道技であり、柔道がバックボーンのポーゴは使う事ができた。
凶器攻撃
トレードマークである鎖鎌で斬りつけたり、鎖を使っての「チェーン絞首刑」などを得意とした。また、パイプ椅子を始めリング内外にある物は何でも凶器にした。
ソバット
プエルトリコ時代、新日本参戦時に使用。後年はほとんど使わなくなった。
ラリアット
試合中盤の繋ぎ技として使用した。
ビッグファイヤー
可燃性の液体を口に含んで勢いよく吹き出しながら、ライターやたいまつなどの火種で火を付ける火炎放射攻撃。言うまでもなく反則だが、ポーゴはこの攻撃が非常に得意で、インディーマット界で猛威をふるった。

## 入場テーマ
- 『スタフォロスの戦い』（FMW時代） - 作曲・淡海悟郎

1983年に発表されたグイン・サーガのイメージアルバム『グインサーガ・辺境編』の収録楽曲。
- 『GET UP』（W★ING時代） - 作曲・ヴァン・ヘイレン

ヴァン・ヘイレンが1986年に発表したアルバム『5150』の収録楽曲。

## 著書
- 『ある悪役レスラーの懺悔』講談社、2009年。ISBN 978-4062152129。